# Dorycnopa
Dorycnopa is een geslacht van vlinders van de familie tastermotten (Gelechiidae).

## Soorten
- D. heliochares (Lower, 1900)
- D. hemisarca (Lower, 1916)
- D. marmorea (Lower, 1899)
- D. orthodesma (Lower, 1901)
- D. triphora Lower, 1920